# Anatoli Volkov
Anatoli Volkov –en ruso, Анатолий Волков– (1961) es un deportista soviético que compitió en piragüismo en la modalidad de aguas tranquilas. Ganó dos medallas en el Campeonato Mundial de Piragüismo: plata en 1985 y bronce en 1983, ambas en la prueba de C1 500 m.

## Palmarés internacional
| Campeonato Mundial | Campeonato Mundial  | Campeonato Mundial | Campeonato Mundial |
| Año                | Lugar               | Medalla            | Evento             |
| ------------------ | ------------------- | ------------------ | ------------------ |
| 1983               | Tampere (Finlandia) | Medalla de bronce  | C1 500 m           |
| 1985               | Malinas (Bélgica)   | Medalla de plata   | C1 500 m           |